# Giardini di Pinjore

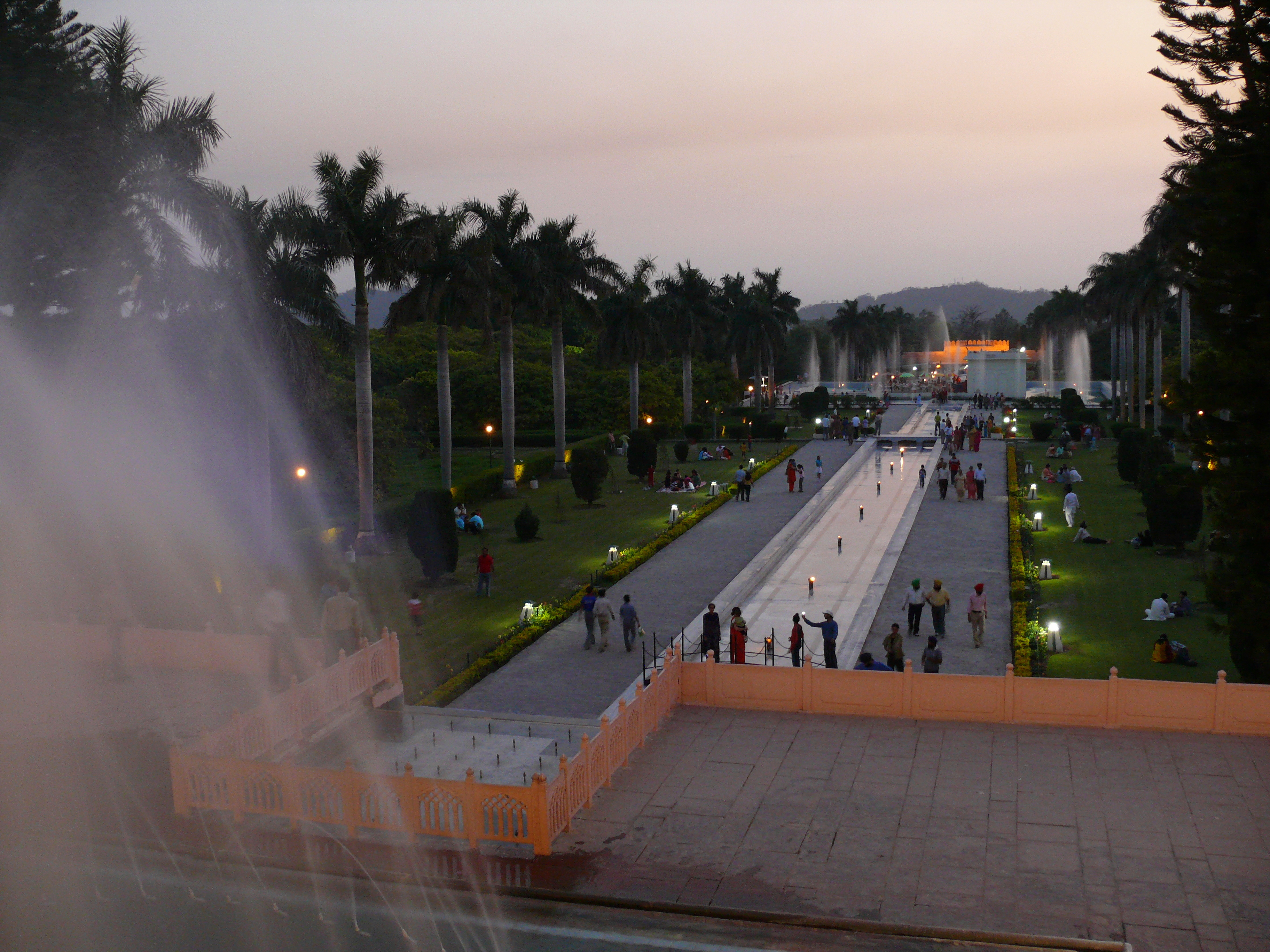
I giardini moghul di Pinjore, nello stato di Haryana.

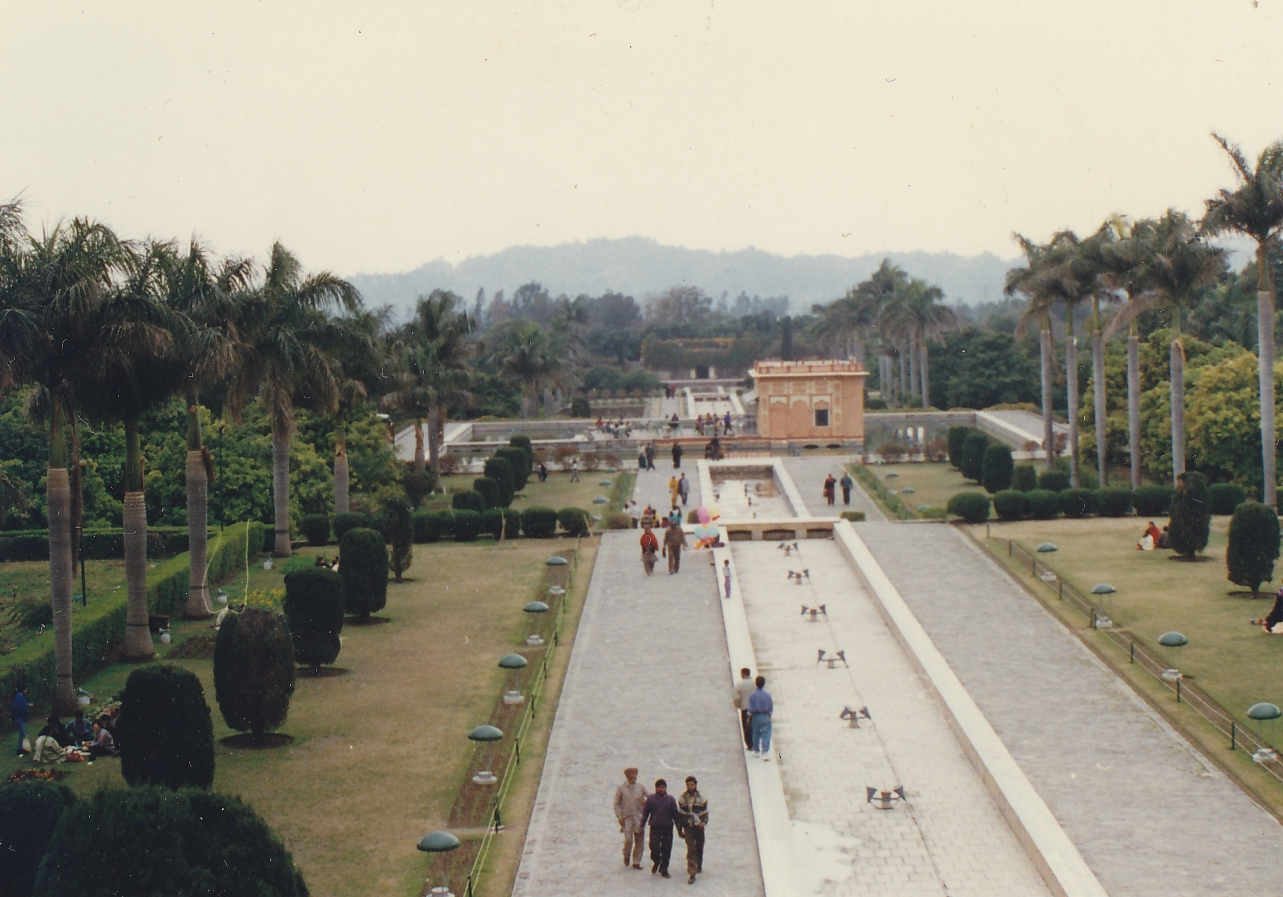
Vista diurna dei giardini di Pinjore, 1998

I giardini di Pinjore (noti anche come giardini di Yadavindra) sono giardini moghul realizzati nel villaggio di Pinjore, a 22 kilometri da Chandigarh sulla strada Ambala-Shimla, in India.
Il complesso fu progettato da Nawab Fidal Khan, architetto di corte e fratello di latte dell'Imperatore Aurangzeb.
Constance Villiers-Stuart ebbe l'occasione di risiedere all'interno dei giardini e ne fece un'accurata descrizione nel suo libro Gardens of the Great Mughals, del 1913. Scrisse che "Una storia affascinante sopravvive ancora, di come, quando alla fine i lavori furono terminati, Fadai giunse nello stato per trascorrervi la sua prima estate, sia il godimento del giardino che delle bellezze in esso contenuto ebbero breve durata, perché i Raja ben presto lo terrorizzarono facendolo scappare. Nei territori circostanti Pinjore, e di fatto lungo tutte le pendici dell'Himalaya, si erano riscontrati occasionali episodi di struma; questi poveri malati iniziarono ad essere radunati, anche da molto lontano, da scaltri brahmini, e spacciati per i veri abitanti del paese. Tutti i giardinieri soffrivano di gozzo, così come i coolies; perfino le contadine che portavano le grandi ceste di frutta e fiori fino alle terrazze dello Zenana erano in tal modo sfigurate. Le donne dell'harem erano disgustate; era già stato per loro sufficientemente fastidioso l'essere state portate in mezzo alla giungla selvaggia, anche senza l'aggiunta di questa preoccupazione. Le povere popolane, istruite a monte dal Raja, dissero inoltre che questa anomalia era causata dall'acqua e dall'aria di Pinjore, e che nessuno che vi si stabiliva a lungo avrebbe potuto evitare questa piaga. Il panico prese il sopravvento nello zenana; le ospiti implorarono di essere trasferite per scongiurare tale pericolo e, alla fine, Fadai Khan dovette lasciarle andare e le portò in un altro luogo meno pericoloso per la loro bellezza. Si fosse trattato dell'Imperatore in persona, invece del fratellastro, gli astuti Raja avrebbero ricevuto una sonora lezione, ma Fadai Khan, completamente ingannato, tornò solo di rado a far visita ai propri stupendi giardini, e i Raja e le loro terre furono lasciati in pace ancora per un po'".